# Galeodidae
Galeodiade este o familie ce cuprinde cele mai mari solifuge, răspândite în Eurasia și Africa de Nord. Lungimea corpului este de aprox. 5-8 cm. Opistosoma are o nuanță mai întunecată, decât prosoma. Chelicerele sunt puternice și ocupă toată partea anterioară a prosomei. Solifugele Galeodiade se deplasează foarte repede datorită picioarelor lungi. Se hrănesc cu insecte, alte arahnide, chiar și cu șopârle, scorpioni, păsări și mamifere mici. Cei din Asia Centrală își sapă vizuini în nisip. Sunt animale nocturne.

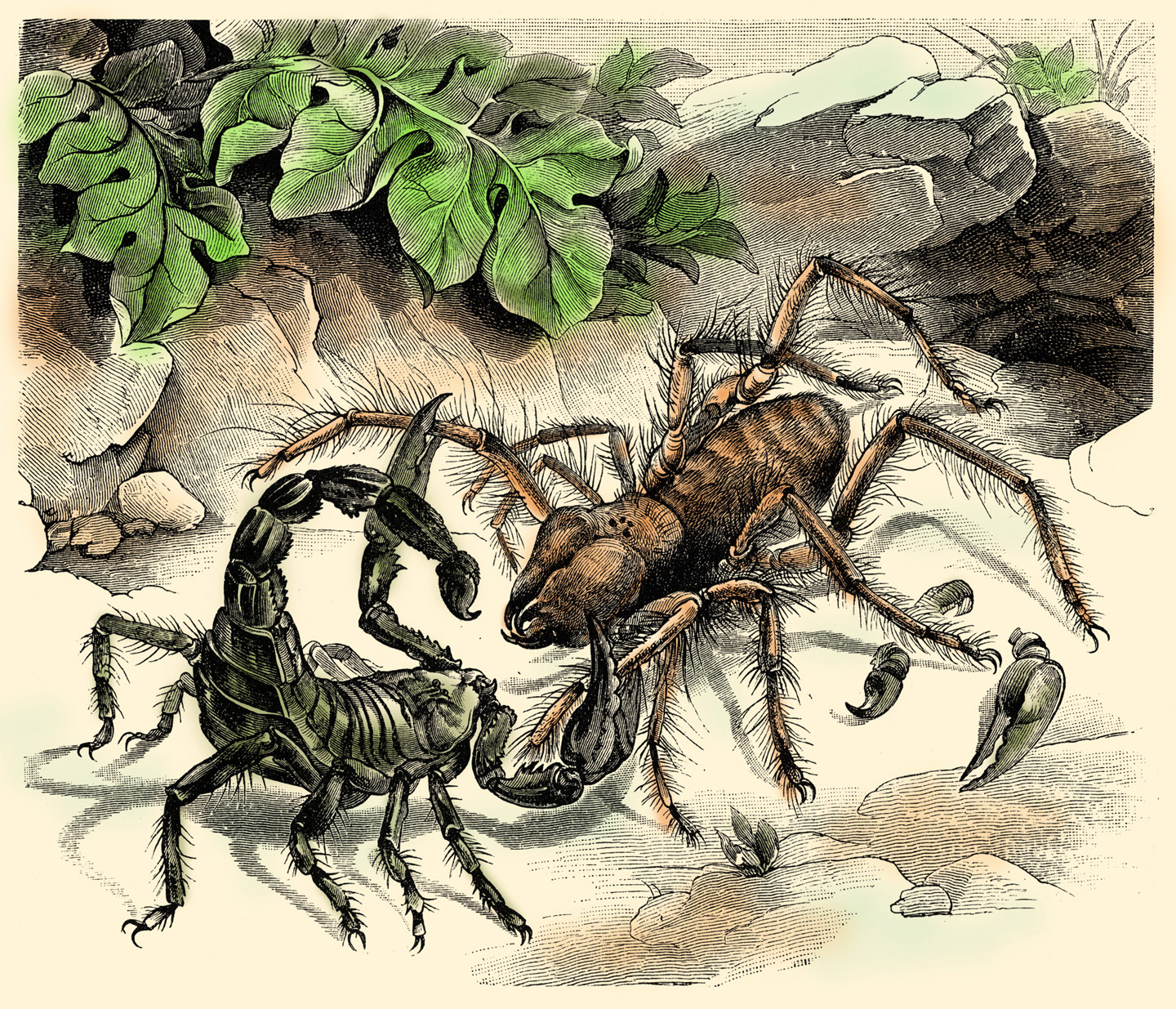
Lupta dintre un reprezentant al gen Galeodes şi scorpion

## Sistematica
Familia include genurile:
- Galeodes Olivier, 1791;
- Galeodopsis Birula, 1903;
- Galeodumus Roewer, 1960;
- Gluviema Caporiacco, 1937;
- Othoes Hirst, 1911;
- Paragaleodes Kraepelin, 1899;
- Paragaleodiscus Birula, 1941;
- Roeweriscus Birula, 1937;
- Zombis Simon, 1882.